# 黄栌叶荚蒾
黄栌叶荚蒾（学名：Viburnum cotinifolium）为五福花科荚蒾属的植物。分布于尼泊尔、印度、不丹以及中国大陆的西藏等地，生长于海拔2,300米至3,360米的地区，常生长在冷杉及高山栎混交林中，目前尚未由人工引种栽培。